# Abdul Majid al-Qa′ud
Abdul Majid Al-Qa'Ud (em árabe: عبد المجيد القعود) (nascido em 1943) foi Secretário-Geral do Comité do Povo na Líbia (primeiro-ministro) de 29 de janeiro de 1994 a 1 de março de 1997.